# 荆州区
荆州区是中国湖北省荆州市所辖的一个市辖区。总面积为937平方公里，常住人口約57万人。区人民政府駐荆州中路80号。
现在市区内有明代江陵城的遗址，是中国南方迄今保存最为完好的古城，也是目前中国延续时间最长的古城。1990年代，江陵城改属荆州市荆州区，而原江陵县东的一小部分则變成现在的江陵县（县政府驻郝穴镇），在江陵这个文化名城上，导致荆州区有实无名，江陵县有名无实的尴尬局面，受到不少批评。

## 行政区划
荆州区下辖4个街道办事处、7个镇：
西城街道、东城街道、城南街道、凤凰街道、纪南镇、川店镇、马山镇、八岭山镇、李埠镇、弥市镇、郢城镇、太湖港管理区和菱角湖管理区。

## 人口
2020年11月1日零时，全区常住人口为563398人。与2010年第六次全国人口普查的553756人相比，增加9642人，增长1.74%，年平均增长率为0.17%。

## 交通
- 318国道